# Andrej di Starica
Andrej Ivanovič (Mosca, 25 agosto 1490 – Mosca, 11 dicembre 1537) era il figlio più giovane di Ivan III di Russia e di Sophia Paleologa. Dal 1519 i suoi appannaggi includevano i territori di Volokolamsk e Starica.

## Biografia
Quando Basilio III di Russia, suo fratello maggiore, ascese al trono, Andrea era solo quattordicenne. Così come agli altri suoi fratelli, gli fu proibito di sposarsi prima che Basilio avesse avuto un erede. Questo non accadde fino al  1530, ma fu solo due anni più tardi, quando nacque il secondogenito del fratello, che ad Andrej fu consentito di trovarsi una moglie. Alcuni mesi dopo, il 2 febbraio 1533, sposò una principessa lituana, Eufrosin'ja Andreevna Chovanskaja. Il loro unico figlio, Vladimir, nacque in quello stesso anno.
Poco dopo Basilio morì. Dopo 40 giorni di lutto Andrej si rivolse alla sua vedova, Elena Glinskaja chiedendole un'estensione dei propri appannaggi. Elena gli rifiutò questo favore e Andrej si allontanò furibondo da Mosca recandosi a Starica. Lì fu messo a conoscenza che il suo unico fratello superstite, Jurij, era stato arrestato ed era morto in prigione. Intimorito Andrej declinò l'invito giuntogli da Elena di fare un viaggio a Mosca e rimase a Starica ininterrottamente per tre anni consecutivi. Durante questo periodo finanziò la costruzione della cattedrale, presente ancora oggi.
Nel 1537 a Mosca giunsero voci che Andrej volesse scappare in Lituania. Non appena venuta a conoscenza dei suoi piani Elena chiuse i confini con il Granducato e inviò a Starica il suo favorito, il principe Obolenskij, con il compito di catturarlo. Andrea fuggì a Novgorod, dove persuase i boiardi locali ad unirsi a lui, tuttavia, riluttante a ricorrere alle armi, si arrese a Obolenskij. A Mosca fu imprigionato con alcuni membri della sua famiglia. Morì pochi mesi più tardi lasciando Starica al suo successore Vladimir.

## Ascendenza
|                      |                      |                                     | Genitori                 |  |  | Nonni |  |  | Bisnonni            |  |  | Trisnonni          |  |
|                      |                      |                                     |                          |  |  |       |  |  | Basilio I di Russia |  |  | Demetrio di Russia |  |
|                      |                      |                                     |                          |  |  |       |  |  | Basilio I di Russia |  |  | Demetrio di Russia |  |
|                      |                      | Eudocia di Mosca                    |                          |  |  |       |  |  | Basilio I di Russia |  |  |                    |  |
| Basilio II di Russia |                      |                                     |                          |  |  |       |  |  | Basilio I di Russia |  |  |                    |  |
|                      |                      | Sofia di Lituania                   | Vitoldo                  |  |  |       |  |  |                     |  |  |                    |  |
|                      |                      | Sofia di Lituania                   | Vitoldo                  |  |  |       |  |  |                     |  |  |                    |  |
|                      |                      | Sofia di Lituania                   | Anna di Lituania         |  |  |       |  |  |                     |  |  |                    |  |
| Ivan III di Russia   |                      | Sofia di Lituania                   |                          |  |  |       |  |  |                     |  |  |                    |  |
|                      |                      | Jaroslav Vladimirovič               | Vladimiro il Temerario   |  |  |       |  |  |                     |  |  |                    |  |
|                      |                      | Jaroslav Vladimirovič               | Vladimiro il Temerario   |  |  |       |  |  |                     |  |  |                    |  |
|                      |                      | Jaroslav Vladimirovič               | Elena di Lituania        |  |  |       |  |  |                     |  |  |                    |  |
| Marija di Borovsk    |                      | Jaroslav Vladimirovič               |                          |  |  |       |  |  |                     |  |  |                    |  |
|                      |                      | Marija Feodorovna Goltjaeva Koškina | Fëdor Koška              |  |  |       |  |  |                     |  |  |                    |  |
|                      |                      | Marija Feodorovna Goltjaeva Koškina | Fëdor Koška              |  |  |       |  |  |                     |  |  |                    |  |
|                      |                      | Marija Feodorovna Goltjaeva Koškina | …                        |  |  |       |  |  |                     |  |  |                    |  |
| Andrej di Starica    |                      | Marija Feodorovna Goltjaeva Koškina |                          |  |  |       |  |  |                     |  |  |                    |  |
|                      | Manuele II Paleologo | Giovanni V Paleologo                |                          |  |  |       |  |  |                     |  |  |                    |  |
|                      | Manuele II Paleologo | Giovanni V Paleologo                |                          |  |  |       |  |  |                     |  |  |                    |  |
|                      | Manuele II Paleologo | Elena Cantacuzena                   |                          |  |  |       |  |  |                     |  |  |                    |  |
| Tommaso Paleologo    | Manuele II Paleologo |                                     |                          |  |  |       |  |  |                     |  |  |                    |  |
|                      |                      | Elena Dragaš                        | Costantino Dragaš        |  |  |       |  |  |                     |  |  |                    |  |
|                      |                      | Elena Dragaš                        | Costantino Dragaš        |  |  |       |  |  |                     |  |  |                    |  |
|                      |                      | Elena Dragaš                        | Eudocia Comnena          |  |  |       |  |  |                     |  |  |                    |  |
| Sofia Paleologa      |                      | Elena Dragaš                        |                          |  |  |       |  |  |                     |  |  |                    |  |
|                      |                      | Centurione II Zaccaria              | Andronico Asen' Zaccaria |  |  |       |  |  |                     |  |  |                    |  |
|                      |                      | Centurione II Zaccaria              | Andronico Asen' Zaccaria |  |  |       |  |  |                     |  |  |                    |  |
|                      |                      | Centurione II Zaccaria              | …                        |  |  |       |  |  |                     |  |  |                    |  |
| Caterina Zaccaria    |                      | Centurione II Zaccaria              |                          |  |  |       |  |  |                     |  |  |                    |  |
|                      |                      | Creusa Tocco                        | Leonardo II Tocco        |  |  |       |  |  |                     |  |  |                    |  |
|                      |                      | Creusa Tocco                        | Leonardo II Tocco        |  |  |       |  |  |                     |  |  |                    |  |
|                      |                      | Creusa Tocco                        | …                        |  |  |       |  |  |                     |  |  |                    |  |
|                      |                      | Creusa Tocco                        |                          |  |  |       |  |  |                     |  |  |                    |  |